# Конституционный совет Казахстана
Конституционный Совет Республики Казахстан — бывший коллективный государственный орган конституционного контроля в Казахстане.
В соответствии с изменениями в Конституцию, внесенными на референдуме в июне 2022 года, преобразован в Конституционный суд Республики Казахстан.

## Описание
Конституционный Совет Республики Казахстан состоит из 7 членов. Председатель и два члена Конституционного Совета назначаются Президентом, по два члена соответственно Сенатом и Мажилисом сроком на 6 лет. Пожизненными членами Конституционного Совета являются по праву экс-президенты Республики.
Действующий председатель — Кайрат Мами.
Совет предусмотрен Конституцией 1995 года и пришёл на смену Конституционному суду РК. На решение Конституционного Совета в целом или в его части могут быть внесены возражения Президента Республики, которые преодолеваются двумя третями голосов от общего числа членов Конституционного Совета (статья 73 Конституции). Поправками в Конституцию 2017 года, право возражения Президента отменено.
Обращаться в Конституционный Совет имеют право Президент, Председатель Сената, Председатель Мажилиса, не менее одной пятой части от общего числа депутатов Парламента, Премьер-Министр (статья 72 Конституции), суд (статья 78 Конституции — только в случае ущемления закрепленных Конституцией прав и свобод человека и гражданина нормативным правовым актом).(Требуется пояснение о том, почему в правовых актах нигде нет термина "человек и гражданин", а вместо него употребляется "физическое лицо". Значит ли это, что НПА написаны не для человека и гражданина, а для физ.лица?)

## Полномочия
Конституционный Совет уполномочен статьей 72 Конституции:
- проверять правильность проведения выборов Президента Республики, депутатов Парламента и проведения республиканского референдума;
- проверять соответствие Конституции принятых Парламентом законов до их подписания Президентом;
- проверять соответствие Конституции принятых Парламентом и его Палатами постановлений;
- проверять соответствие Конституции международных договоров до их ратификации;
- давать официальное толкование норм Конституции;
- давать заключение о соблюдении процедуры освобождения или отрешения от должности президента (без особого обращения к Совету — статья 47 Конституции);
- давать заключения при принятии поправок в Конституцию.

В соответствии с пунктом 3 статьи 74 Конституции решения Конституционного совета вступают в силу со дня их принятия, являются общеобязательными на всей территории республики, окончательными и обжалованию не подлежат. С учетом высокого статуса Конституционного совета предусмотрен иммунитет его председателя и членов, которые в течение срока своих полномочий не могут быть арестованы, подвергнуты приводу, мерам административного взыскания, налагаемым в судебном порядке, привлечены к уголовной ответственности без согласия Парламента (за исключением случаев задержания на месте преступления или совершения тяжких преступлений).

## Председатели
1. Юрий Ким (1996—2000)
2. Юрий Хитрин (2000—2004)
3. Игорь Рогов (2004—2017)
4. Кайрат Мами (2017—2022)

## Деятельность Совета
20 июня 2000 года Конституционный совет Республики Казахстан издал официальное толкование пункта 5 статьи 42 конституции Республики Казахстан. Согласно этому пункту, одно и то же лицо не имеет права занимать должность президента более двух сроков подряд. Конституционный совет постановил:
Данное конституционное положение не распространяется на лицо, осуществлявшее полномочия президента Казахской ССР и Республики Казахстан до избрания его на эту должность 10 января 1999 года в соответствии с конституцией Республики 1995 года.
6 января 2011 года сенат (верхняя палата парламента) Казахстана на пленарном заседании поддержал обращение депутатов к главе государства Нурсултану Назарбаеву о назначении им проведения республиканского референдума по продлению его президентских полномочий до конца 2020 года.
6 января Нурсултан Назарбаев подписал указ «Об отклонении предложения Парламента Республики Казахстан о вынесении на республиканский референдум изменений и дополнений в Конституцию Республики Казахстан». Тем не менее ряд депутатов высказали мнение о необходимости преодоления президентского вето на проведение референдума. 14 января парламент Казахстана единогласно (106 депутатов мажилиса и 44 депутатов сената) принял поправки в конституцию страны, которые предусматривали продление полномочий Нурсултана Назарбаева путём референдума до 2020 года, однако президент не подписал закон о принятии данных поправок и 17 января направил их на рассмотрение в Конституционный совет Казахстана. 24 января на слушании в Конституционном совете в поддержку проведения референдума выступили глава министерства юстиции Рашид Тусупбеков, председатель верховного суда Мусабек Алимбеков, вице-министр иностранных дел Кайрат Омаров, уполномоченный по правам человека в Казахстане Аскар Шакиров, директор Института правовых исследований и анализа Аскар Гусманов и президент Союза адвокатов республики Ануар Тугел. Единственным противником оказалась исполнительный директор Общественного фонда «Хартия по правам человека» Жемис Турмагамбетова.
31 января Конституционный совет Казахстана признал закон о замене выборов на референдум неконституционным. В этот же день, выступая с обращением к народу страны, президент согласился с решением Конституционного совета и предложил провести досрочные президентские выборы.
25 февраля 2015 года Конституционный совет по обращению Нурсултана Назарбаева, в связи с возможными досрочными выборами президента, принял нормативное постановление о том, что нормы конституции «следует понимать таким образом, что Президент Республики Казахстан имеет исключительное право единолично назначать внеочередные президентские выборы. Конституция республики не предусматривает какие-либо условия и ограничения при принятии Главой государства решения о назначении внеочередных президентских выборов», «при принятии решения о назначении таких выборов подлежит учёту предусмотренное пунктом 3 статьи 41 Конституции Республики Казахстан правило о недопустимости совпадения по срокам выборов Президента Казахстана с выборами нового состава Парламента республики».
23 апреля 2019 года Касым-Жомарт Токаев обратился в Конституционный совет за разъяснением, засчитывается ли в срок проживания в Казахстане кандидата время его работы в загранучреждениях республики и международных организациях, в связи с участием в президентских выборах 2019 года. 25 апреля Конституционный совет постановил, что в пятнадцатилетний срок проживания засчитываются и периоды проживания за пределами Казахстана граждан, которые относятся к персоналу дипломатической службы Республики Казахстан и приравненных к ним лиц, направленных в международные организации.